# جنگ های هووخشتره با سکاها
جنگ های هووخشتره با سکاها به نبرد های هووخشتره پادشاه بزرگ ماد بر علیه سکاها مربوط می شود که در جریان آنها هووخشتره شکست سختی بر دشمنانش وارد می کند.